# InterContinental Chicago Magnificent Mile
InterContinental Chicago Magnificent Mile es un hotel en Chicago, Estados Unidos. El hotel actualmente ocupa dos edificios de varios pisos. La torre histórica, o "Torre Sur", mide 471 pies (143,6 m), edificio de 42 pisos que se completó en 1929 originalmente como sede del Medinah Athletic Club. La nueva torre, o "Torre Norte", tiene una 295 pies (89,9 m), adición de 26 pisos, terminado en 1961.
Es miembro de Historic Hotels of America, el programa oficial del National Trust for Historic Preservation.

## Historia

### Club Atlético Medina
Antes de la caída de la bolsa de valores de 1929, Estados Unidos estaba experimentando un auge de la construcción. Uno de estos proyectos fue el futuro hogar del Medinah Athletic Club en Chicago, encargado por la Organización Shriners y diseñado por el arquitecto Walter W. Ahlschlager. El Shriners Club de Chicago compró la propiedad en la esquina noreste de Michigan Avenue e Illinois Street directamente al norte de Tribune Tower por $1 millón, mientras que $5 millones más se gastaron en construir y equipar lo que entonces sería el Medinah Athletic Club de 42 pisos. El plan era que hubiera 3500 miembros, todos los cuales debían ser Shriner; en el momento del anuncio en 1925, 1000 Shriners habían obtenido membresías fundadoras para el club. La ceremonia de colocación de la piedra angular del Medinah Athletic Club se llevó a cabo el 5 de noviembre de 1928 y, para conmemorar la ocasión, se colocó una cápsula del tiempo de cobre dentro de la piedra angular. La cápsula, que actualmente permanece sellada dentro del exterior de piedra caliza del hotel, contiene registros de la organización, fotografías de los miembros y una copia del Chicago Tribune que anuncia la propuesta del edificio, así como monedas y otros datos históricos. La construcción de los 42 pisos y 440 habitaciones del edificio se completó en 1929 y sus instalaciones quedaron disponibles para uso exclusivo de los socios e invitados del club.

### Diseño
El edificio del Medinah Athletic Club estaba destinado a combinar elementos de muchos estilos arquitectónicos. En el octavo piso, su fachada de piedra caliza de Indiana estaba decorada con tres grandes tallas en relieve de estilo asirio antiguo. Cada friso representaba una escena diferente en el orden de construcción de un edificio, con la Contribución en el muro sur, la Sabiduría representada en el muro oeste y la Consagración en el norte. (Según un artículo del Chicago Tribune del 16 de septiembre de 1928 titulado “El arte de la construcción inspira paneles”: “Los frisos fueron diseñados por George Unger, en colaboración con Walter Ahlschlager, y tallados por Léon Hermant. Las figuras están vestidas en el período del edificio, que es el de una antigua fortaleza en Mesopotamia en la época de Jerjes, alrededor del siglo V a. El tema de los paneles como lo explicó el Sr. Unger, se inspiró en la historia de la construcción de cualquier edificio. El panel sur comienza la historia. Aquí se despliega un magnífico cortejo. Este panel, denominado Contribución, significa la reunión de tesoros para la construcción del edificio. En el panel oeste, frente a Michigan Avenue, se muestra a un gobernante con sus consejeros y se muestra a un arquitecto trayendo un modelo del edificio planeado. El panel norte muestra la consagración del edificio una vez construido. Un sacerdote está sacrificando un toro blanco cuya sangre se mezclará con uvas trituradas y se verterá en la tierra. Se muestra un entrenador de monos y sus animales. Dado que los animales representaban la intolerancia en los dibujos antiguos, se muestran aquí atados como una creencia simbólica de que la intolerancia no tiene cabida en el orden masónico”.) Se dice que las figuras en las tres escenas están modeladas según los rostros de los miembros del club en el momento de su diseño. Tres guerreros sumerios también fueron tallados en la fachada en el retranqueo del piso doce, directamente sobre la entrada de la Avenida Michigan, y siguen siendo visibles en la actualidad.
Prolongando la imaginería morisca, el edificio está rematado por una cúpula pintada de oro. En la torre debajo de la gran cúpula, el club presentaba un campo de golf en miniatura en el piso veintitrés, completo con obstáculos de agua y un arroyo errante; también un campo de tiro, una sala de billar, una pista de atletismo, un gimnasio, un campo de tiro con arco, una bolera, un estadio de boxeo de dos pisos y una piscina olímpica juvenil, todo esto además de los salones de baile, salas de reuniones y 440 habitaciones que fueron disponible para el uso exclusivo de los 3.500 socios del club y sus invitados.

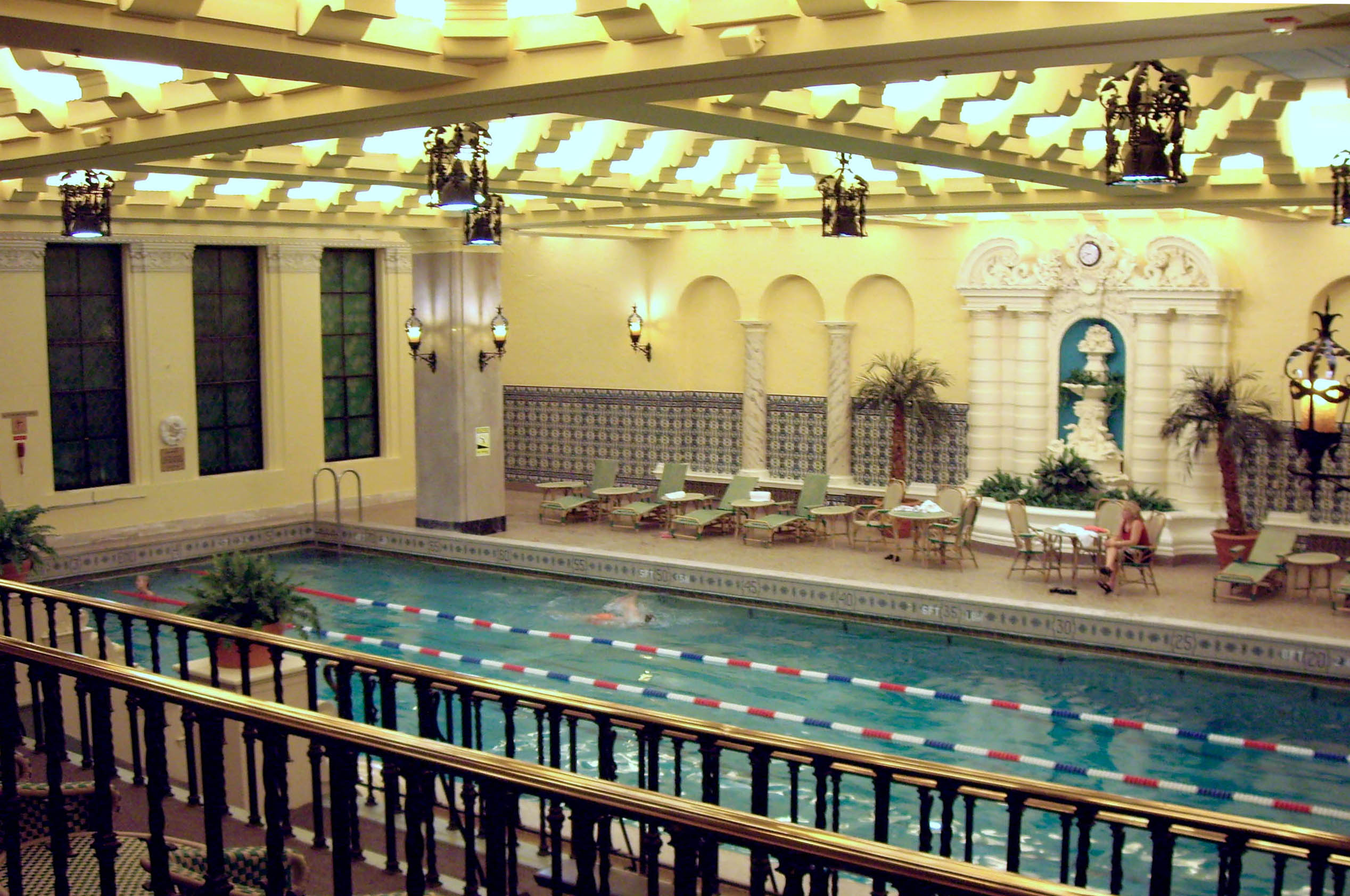
piscina del decimocuarto piso

En ese momento, la piscina era una de las piscinas cubiertas más altas del mundo, y su ubicación de catorce pisos fue anunciada como una gran proeza de la ingeniería. Hoy en día se la conoce comúnmente como la piscina de Johnny Weissmuller, en honor al famoso atleta olímpico y actor que entrenó en ella. Las filas de asientos que quedan en su pared occidental recuerdan los días en que la natación era un deporte popular para los espectadores. Sus azulejos de mayólica española azul y la fuente de Neptuno de terracota en su pared este permanecen prácticamente sin cambios en la actualidad.
El elegante Grand Ballroom, un edificio de dos pisos de 100 pies (30,5 m) espacio elíptico, estaba decorado con ornamentos de estilo egipcio, asirio y griego y estaba rodeado por un entrepiso en forma de herradura. En su centro colgaba un candelabro de cristal Baccarat de 12,000 libras, el más grande de América del Norte.
El King Arthur Court, algo más masculino, se construyó para funcionar como salón de fumadores para hombres y presentaba maderas pesadas, vidrieras y un mural que representaba las historias del Rey Arturo y Parsifal. En este club de hombres, las instalaciones para mujeres eran considerablemente menos grandiosas. Se les permitió solo en áreas designadas, y se les proporcionó una entrada separada y un ascensor para visitar el Grand Ballroom para reuniones sociales o para acceder al Women's Plunge, Lounge and Tea Room, llamado Renaissance Ballroom. Las invitadas también tuvieron acceso a una logia al aire libre con vistas a Michigan Avenue, que fue decorada con la intención de evocar una terraza veneciana.

### Conversión hotelera
El club se declaró en bancarrota en 1934, y luego de una larga batalla, en 1944 el edificio fue vendido al desarrollador John J. Mack, quien lo convirtió en un hotel de 650 habitaciones a un costo de $ 1 millón, rebautizándolo como Hotel Continental. Esther Williams nadó en la piscina del club deportivo del edificio, rebautizado como Town Club of Chicago. Tres años después, en 1947, Mack vendió el hotel a Sheraton Hotels. Fue rebautizado como Hotel Sheraton y más tarde como Hotel Sheraton-Chicago. En 1961, Sheraton amplió el hotel y agregó una segunda torre de 26 pisos justo al norte del edificio existente. Durante esta época, el hotel contó con una tienda de la popular cadena de restaurantes de temática polinesia Kon-Tiki Ports. Una fachada de roca de lava adornaba el muro norte a lo largo de Grand Avenue, donde hoy solo queda visible una pequeña sección, escondida al final del balcón del café al aire libre de Zest. MAT Associates compró el hotel de Sheraton en 1978 y contrató a Radisson Hotels para administrar el hotel, que pasó a llamarse Radisson Chicago Hotel. MAT Associates rescindió el contrato de Radisson en 1983 y devolvió la propiedad a su nombre original, Hotel Continental. MAT cerró el hotel en noviembre de 1986 para una renovación. En agosto de 1987, se anunciaron planes para que la propiedad fuera administrada por Inter-Continental Hotels y dividida en dos hoteles. La Torre Norte de 1961 reabriría primero como el Forum Hotel de 547 habitaciones (la división económica de Inter-Continental), mientras que la histórica Torre Sur de 1929 sería restaurada como el Inter-Continental Chicago de 346 habitaciones.

### Restauración

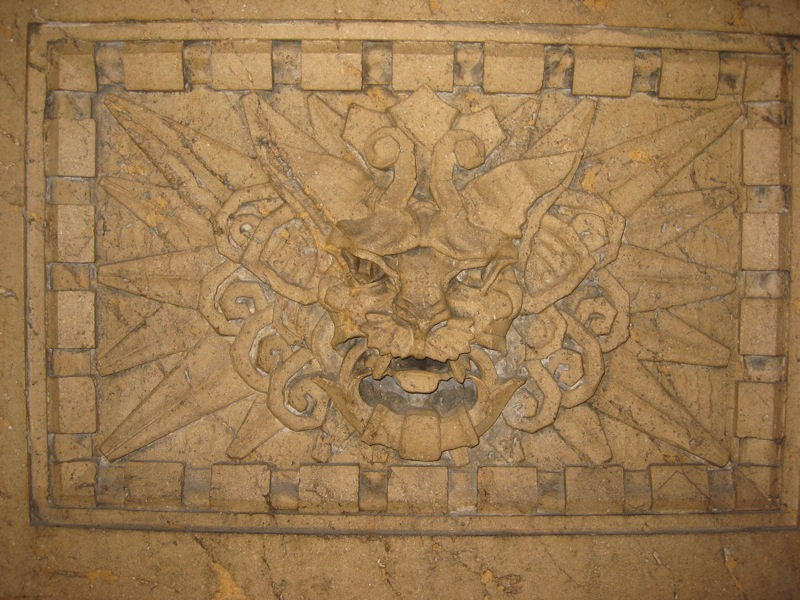
Ejemplo de un león tallado en el hotel.

Un exmiembro del Medinah Club leyó sobre la renovación y donó la primera edición de aniversario de la revista del club, The Scimitar. La revista contenía fotografías del club, que se utilizaron para ayudar en la restauración del edificio. Las fotografías se ampliaron y se utilizaron para recrear las alfombras, los muebles, las plantillas en los techos, los colores de las habitaciones y las cortinas.
El balcón del Grand Ballroom, que había sido retirado hacía mucho tiempo, fue reconstruido para que coincidiera con su diseño original. Los murales fueron restaurados por Lido Lippi, quien previamente había trabajado en la restauración de la Capilla Sixtina. Lippi también reprodujo otras ocho pinturas, que habían sido robadas muchos años antes.
En el Salón de los Leones, los trabajadores utilizaron al principio un proceso llamado limpieza con cáscara de maíz para quitar las muchas capas de pintura de las paredes de mármol, porque la limpieza con chorro de arena tradicional habría destruido los intrincados detalles de cualquier grabado debajo. Sin embargo, cuando se determinó que una sola columna de mármol requeriría una tonelada de mazorcas de maíz molidas, los restauradores decidieron restregar la pintura a mano. Las dos tallas de leones que se descubrieron debajo se han convertido en un emblema utilizado en todo el hotel.

### reapertura

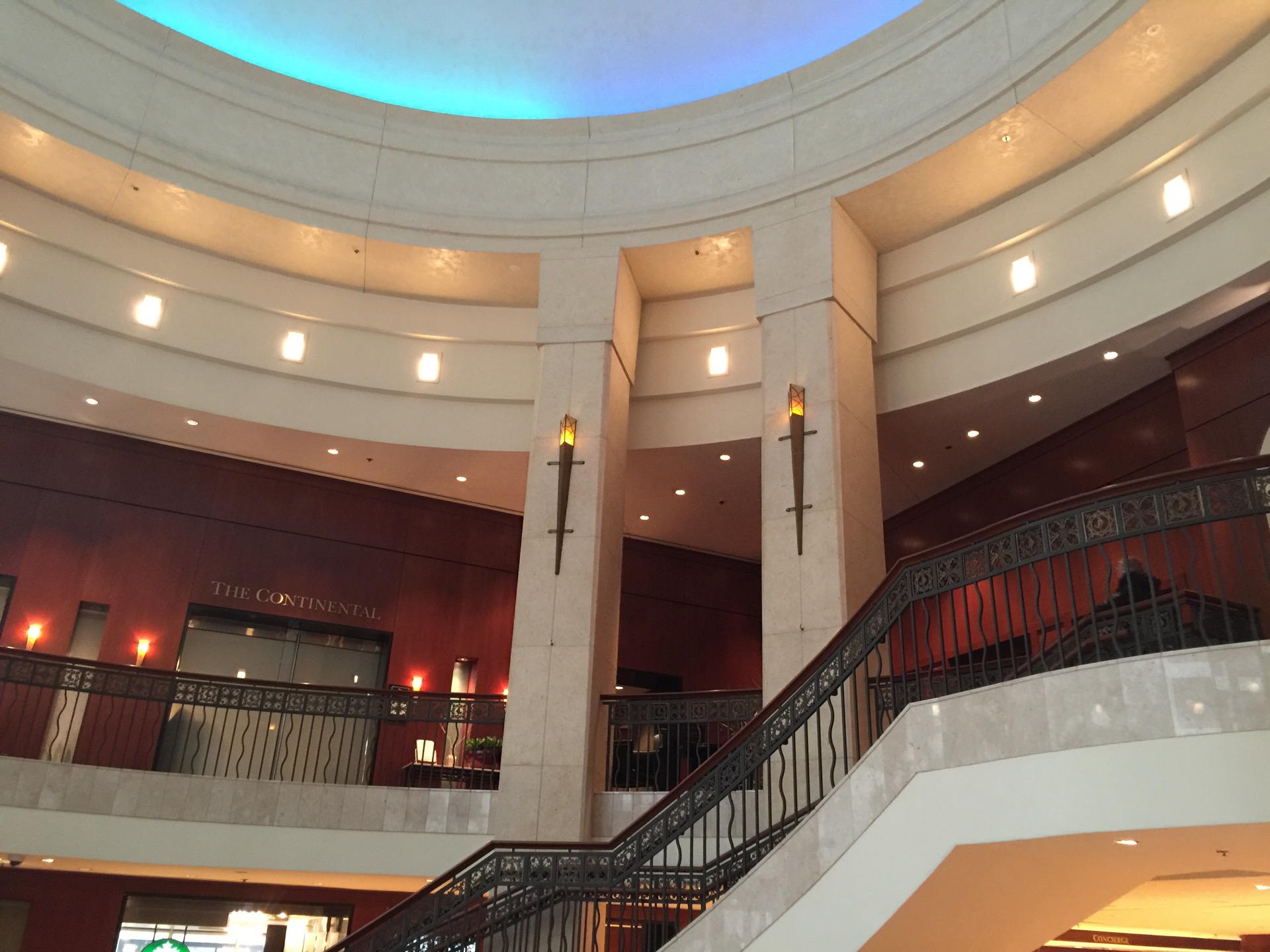
Vestíbulo del hotel

El Forum Hotel abrió primero, en 1989, mientras que el histórico Inter-Continental Chicago abrió sus puertas al público en marzo de 1990. Aunque operaron como propiedades separadas, las dos instalaciones internas compartidas y la división resultaron efímeras. Solo cuatro años después, en abril de 1994, el Forum Hotel se fusionó con el Inter-Continental Chicago en una renovación de $10 millones, lo que lo llevó a un total de 792 habitaciones. Se construyó una nueva entrada y un vestíbulo de cuatro pisos, combinando elementos de ambos estilos arquitectónicos. Su gran escalera, que asciende al espacio para banquetes de arriba, está revestida con pasamanos que tienen una intrincada ornamentación de bronce fundido. Una rotonda iluminada es capaz de cambiar de color y crear la ilusión de estrellas centelleantes contra un cielo nocturno.

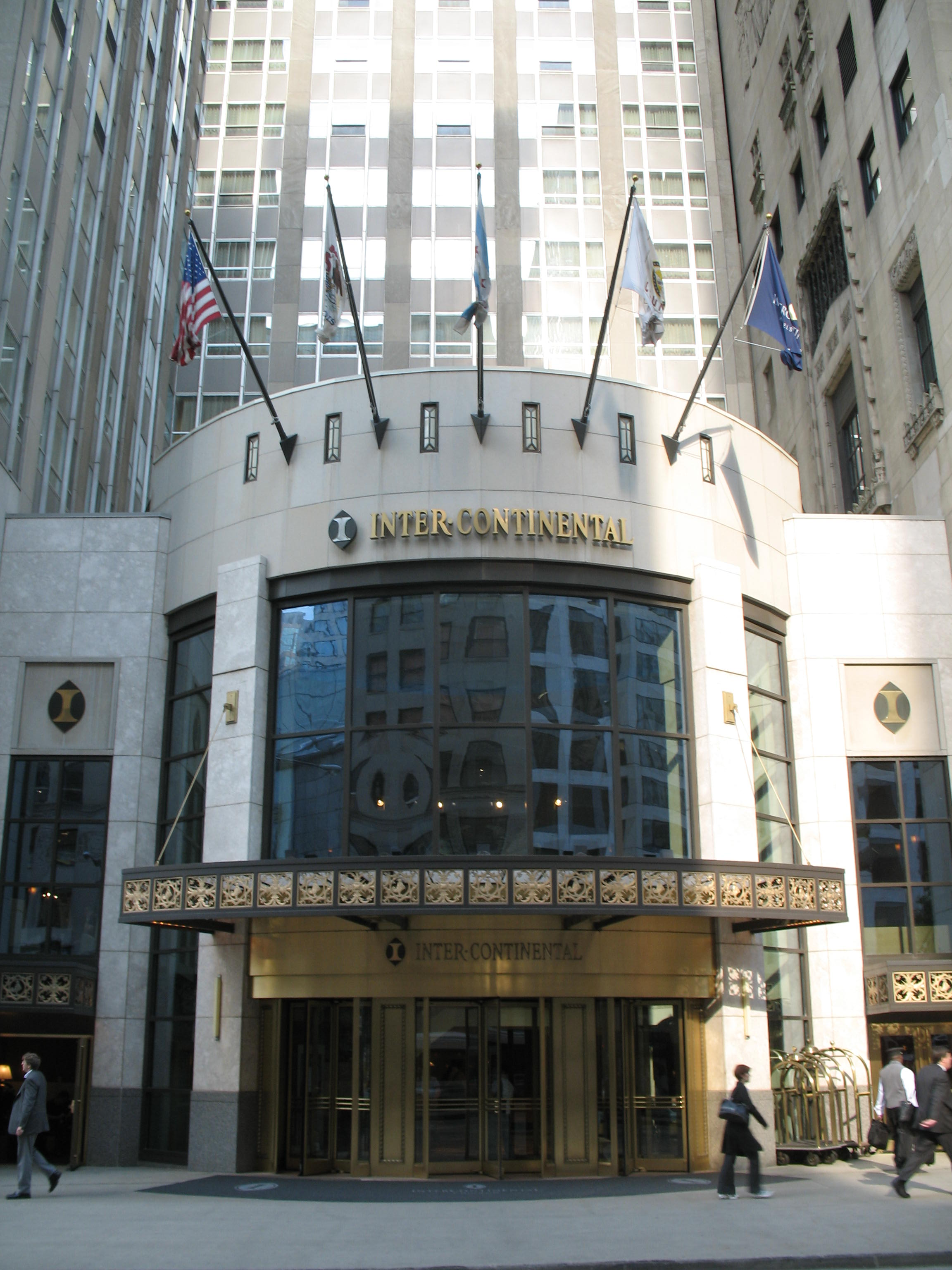
Entrada del InterContinental Chicago

### Nueva torre planificada
En abril de 2005, Strategic Hotels & Resorts adquirió el 85% de la propiedad de los hoteles de Chicago y Miami de InterContinental Hotels Group. Varios meses después, Strategic Hotel Capital, Inc. propuso un nuevo 850 ft, torre norte de 55 pisos. Diseñada por Lucien Lagrange Architects, la nueva torre habría tenido el doble de altura que la actual torre sur de 42 pisos y habría reemplazado a la torre norte de 28 pisos construida en 1961 por Sheraton. La nueva torre norte albergaría nuevos condominios, así como una adición al hotel. Nunca se construyó debido a la crisis económica de 2008.

## enlaces externos
- Página web oficial

- Datos: Q6044861
- Multimedia: InterContinental Chicago Magnificent Mile / Q6044861